# Mókuscickányfélék
A mókuscickányfélék (Tupaiidae) a mókuscickányok rendjének egy családja. Négy nem és tizenkilenc ma élő faj tartozik a családba.
A mókuscickányfélék Hátsó-Indiát és a Szunda-szigettengert lakják.
Felületesen hasonlítanak a mókusokhoz. A fejük hosszú, tompa orruk vége csupasz. Testük karcsú, farkuk hosszú, bozontos, kétsorosan szőrös. Bundájuk sűrű és puha. 38 foguk közül a szemfogak rövidebbek, mint a metszőfogak. Koponyájuk hosszú, a járomcsont a közepén átfúrt, a lábszár csontjai különállók. Gerincoszlopuk a nyakcsigolyák alatt 13 bordás, 6–7 borda nélküli, 2–3 ágyék- és 25–26 farkcsigolyából áll. Szemeik nagyok, füleik hosszúkásan kerekítettek, végtagjaikon öt-öt ujj nő. Talpuk meztelen, az ujjakon rövid, sarló alakú karom nő. A nőstény négy emlője a hasán van.
A mókuscickányfélék felső, széles koronájú zápfogainak dudorai kettős W betűt mutatnak. Szemgödrük csontos. Nappal aktívak; a rovarok mellett részben növényeken élnek. Eleségüket rendesen a fákon keresik, de a kínálkozó ennivalóért a földre is hajlandóak leereszkedni. Evés közben gyakran úgy ülnek, mint a mókusok, és azok módján kezeikkel tartják zsákmányukat. A  bennszülöttek a kétféle állatot azonos néven nevezik.
A harmadkori Galerix vagy Parasorex nemek maradványainak felfedezése óta valószínűsítik, hogy a mókuscickányok az elefántcickány-alakúak rokonai lehetnek.

## Rendszerezés
A család az alábbi nemeket és fajokat foglalja magában:
- Anathana, 1 faj
  - indiai mókuscickány (Anathana ellioti)

- Dendrogale, 2 faj
  - simafarkú mókuscickány (Dendrogale melanura)
  - egérképű mókuscickány (Dendrogale murina)

- Tupaia – valódi mókuscickányok, 15 faj
  - északi mókuscickány (Tupaia belangeri)
  - Tupaia chrysogaster
  - közönséges mókuscickány (Tupaia glis)
  - karcsú mókuscickány (Tupaia gracilis)
  - indonéz mókuscickány (Tupaia javanica)
  - hosszúlábú mókuscickány (Tupaia longipes)
  - kis mókuscickány (Tupaia minor)
  - Tupaia moellendorffi
  - hegyi mókuscickány (Tupaia montana)
  - nikobár-szigeteki mókuscickány (Tupaia nicobarica)
  - palawani mókuscickány (Tupaia palawanensis)
  - tarka mókuscickány (Tupaia picta)
  - vörösfarkú mókuscickány (Tupaia splendidula)
- Az alábbi kettő fajt néhány rendszerben a Lynogale nembe különítik el
  - tana vagy nagy mókuscickány (Tupaia tana) vagy (Lynogale tana)
  - Csíkoshátú mókuscickány (Tupaia dorsalis) vagy (Lynogale dorsalis)

- Urogale, 1 faj
  - Fülöp-szigeteki mókuscickány (Urogale everetti)

- Korábban ide sorolták:
- Ptilocercus, 1 faj
  - nyílfarkú mókuscickány (Ptilocercus lowii)
A Ptilocercus nemet újabban a mókuscickányok rendjén belül a Ptilocercidae nevű önálló családba helyezik.